# Paula Labra
Paula Camila Labra Besserer (Concepción, 4 de mayo de 1987) es una ingeniera comercial y política chilena. Desde marzo de 2022 ejerce como diputada por el distrito 18 de la Región del Maule, siendo independiente cercana a Renovación Nacional.
Entre abril de 2020 y agosto de 2021 ejerció como Seremi de Salud de la Región Metropolitana bajo el segundo gobierno de Sebastián Piñera. Asumió el cargo en medio de la emergencia por la pandemia de COVID-19.

## Biografía

### Vida personal y estudios
Labra es hija de Guillermo Labra Ballesta y de Gloria Elisabeth Besserer Camposa. Es hermana de Patricia Labra, quien en 2021 fue elegida como convencional constituyente por el distrito 18.
Realizó sus estudios secundarios en el Colegio Concepción y en el colegio San José de la comuna de Parral; de este último egresó en 2005. Entre 2006 y 2010 estudió Ingeniería Comercial en la Universidad del Desarrollo. Luego cursó un Diplomado en Administración y Dirección de proyectos en 2016 en la Pontificia Universidad Católica y un Diplomado en Autoridad Sanitaria y Gestión en Salud Pública en la Universidad de Los Andes en 2019.

### Trayectoria laboral
Comenzó su vida laboral en el sector público, específicamente en la Secretaría Regional Ministerial de Economía del Biobío en 2011. Después comienza su trayectoria en el sector salud como jefa del Departamento de Administración y Finanzas de la Secretaría Regional Ministerial Metropolitana, desde octubre de 2011 a noviembre de 2013.
Entre 2014 y 2017 desarrolló su carrera profesional en el sector privado, en empresas como Ultramar Network, Servicios Andinos, Anglo American y Banco Itaú.
En abril de 2018 retorna al Ministerio de Salud, específicamente a la Comisión de Medicina Preventiva e Invalidez (COMPIN) Central Metropolitano.
El 17 de abril de 2020 fue nombrada Secretaria Regional Ministerial Metropolitana de Salud, cargo que dejó el 19 de agosto de 2021 para presentar su candidatura a diputada. Fue reemplazada por Helga Balich.

### Carrera política
En las elecciones parlamentarias de noviembre de 2021, compitió por un escaño en la Cámara de Diputadas y Diputados por el 18° Distrito, que comprendía las comunas de Cauquenes, Chanco, Colbún, Linares, Longaví, Parral, Pelluhue, Retiro, San Javier, Villa Alegre y Yerbas Buenas, en calidad de independiente, en cupo del partido Renovación Nacional, en el pacto Chile Podemos Más para el periodo 2022-2026. Fue electa con 13.037 votos correspondientes a un 11,07% del total de sufragios válidamente emitidos.

## Controversias

### Llegada a la Seremi de Salud
La designación de Labra como Seremi de Salud de la Región Metropolitana generó críticas de parte de la oposición, ya que no era una profesional del ámbito de la salud. El ministro de Salud, Jaime Mañalich, defendió su designación y aseguró que era la «mejor persona para el cargo». En agosto de 2020 se informó que había renunciado a su labor por «motivos estrictamente personales», en una salida que terminó siendo desactivada por el Gobierno.

### Gastos sin respaldo
En septiembre de 2021, la Contraloría informó que bajo su gestión en la Seremi de Salud Metropolitana se detectaron gastos por $538 millones que carecían de respaldo. Labra —que ya había dejado el cargo para ser candidata a diputada— se defendió y aseguró que «cada peso fue utilizado para salvar la vida de millones de chilenos» en el marco de la pandemia.

### Noticias falsas
En el marco de la primera cuenta pública del presidente Gabriel Boric el día 1 de junio de 2022, la diputada Labra publicó en la red social Instagram una imagen en la cual se ve al Presidente Boric entonando el Himno Nacional de Chile. En la misma señaló que le gustaba ver al presidente cantando el Himno y añadió que este último se encontraba en riesgo de ser eliminado por la Nueva Constitución. Lo anterior resultaba completamente falso debido a que el borrador que hasta entonces había publicado la Convención Constitucional seguía consagrando el himno como emblema patrio. A causa de esto, la diputada Labra recibió numerosos cuestionamientos por lo cual debió eliminar la publicación de la red social.

## Historial electoral

### Elecciones parlamentarias de 2021
- Elecciones parlamentarias de 2021, candidato a diputado por el distrito 18 (Cauquenes, Chanco, Colbún, Linares, Longaví, Parral, Pelluhue, Retiro, San Javier, Villa Alegre y Yerbas Buenas).[13]

| Candidato                  | Pacto                          | Partido  | Votos  | %     | Resultado |
| -------------------------- | ------------------------------ | -------- | ------ | ----- | --------- |
| Jaime Naranjo Ortiz        | Nuevo Pacto Social             | PS       | 14 996 | 12.74 | Diputado  |
| Paula Labra Besserer       | Chile Podemos Más              | Ind-RN   | 13 037 | 11.07 | Diputada  |
| John Sancho Bichet         | Chile Podemos Más              | RN       | 9979   | 8.48  |           |
| Consuelo Veloso Ávila      | Apruebo Dignidad               | RD       | 8909   | 7.57  | Diputada  |
| Jonathan Norambuena Barros | Nuevo Pacto Social             | Ind-PDC  | 8898   | 7.56  |           |
| Gustavo Benavente Vergara  | Chile Podemos Más              | UDI      | 8099   | 6.88  | Diputado  |
| Rolando Rentería Möller    | Chile Podemos Más              | UDI      | 7985   | 6.78  |           |
| Jorge Rojas Carvajal       | Partido de la Gente            | PDG      | 5410   | 4.59  |           |
| Paula Nuche Garrido        | Independiente (Fuera de Pacto) | Ind.     | 4855   | 4.12  |           |
| Rosa Catrileo Araneda      | Frente Social Cristiano        | PRCh     | 4748   | 4.03  |           |
| Priscila González Carrillo | Apruebo Dignidad               | Ind-PCCh | 4675   | 3.96  |           |
| Claudia Aravena Lagos      | Nuevo Pacto Social             | PDC      | 2636   | 2.24  |           |